# 천한것들
천한것들은 대한민국의 어쿠스틱 듀오다. 기타 및 보컬과 곡을 쓰는 김성민과 보컬리스트 장정현으로 이루어져 있으며, 2015년 EP 〈누군가 누군가에게〉로 데뷔하였다.
대한민국 어쿠스틱 듀오로 서로 다른 둘의 보컬 조화를 이루며 노래하는 것이 특징이다. 강원대학교 '울음큰새'의 인연으로 팀을 결성했고, 거주지명인 '춘천'과'인천'에 각각 공통적으로 들어가는 '천'자를 따 하나가 되어 노래를 부른다는 의미로 '천한것들' 이라고 지었다한다. 전형적인 생계형 뮤지션이다.
싱글
| 발매일     | Artist   | 앨범 타입 | 앨범명                | 타이틀 곡           |
| ---------- | -------- | --------- | --------------------- | ------------------- |
| 2015.06.23 | 천한것들 | 싱글      | 《누군가 누군가에게》 | <누군가 누군가에게> |
| 2020.04.28 | 천한것들 | 싱글      | 《여기까진가봐요》    | <여기까진가봐요>    |
| 2021.10.20 | 천한것들 | 싱글      | 《고백해볼까》        | <고백해볼까>        |

그외
| 발매일     | Artist   | 곡명                                        | 곡정보                  | 비고 |
| ---------- | -------- | ------------------------------------------- | ----------------------- | ---- |
| 2014.08.21 | 김성민   | 진안군마을축제 주제가                       | 김성민 작곡, 편곡       |      |
| 2021.08.21 | 손이슬비 | 자작곡 '나를 놓아줘'(강원뮤직스타 최우수상) | 김성민 편곡             |      |
| 2021.10.12 | 이정희   | Lovesome(싱글)                              | 김성민 작사, 작곡, 편곡 |      |

| 방송일     | 방송사  | 프로그램명          | 비고 |
| ---------- | ------- | ------------------- | ---- |
| 2022.01.09 | G1      | 김수민의 예감좋은날 |      |
| 2022.01.20 | 강원CBS | 서정암의 시사줌인   |      |

- 춘천 상상마당 '상상스테이지 공연'(2015.1.10)
- 2019 버스킹시티 춘천 버스커 (2019년도)
- 안치환 다시부르기 콜라보 이벤트 선정(2020.7)
- 강원일보 춘천 10월의 어느 멋진날에 버스킹 공연(2020.10.27)
- 이정희의 'Lovesome 보이는 라디오' 합동 버스킹 공연(2021.5월, 9월)